# Esrum Sø
De Esrum Sø is een meer in het Nationaal park Kongernes Nordsjælland met een oppervlakte van 17,3 km² op het Deense eiland Seeland, genoemd naar de plaats Esrum. De gemiddelde diepte is 13,5 m. De afstand tussen de noord- en zuidpunt is ongeveer 9 km.